# トニー・ジック
- トニー・ジク

アンソニー・アーロン・ジック（Anthony Aaron Zych, 1990年8月7日 - ）は、アメリカ合衆国・イリノイ州ウィル郡モニー出身のプロ野球選手（投手）。右投右打。現在は、MLBのニューヨーク・ヤンキース傘下所属。
メディアによっては「ジク」とも表記される。

## 経歴

### プロ入り前
2008年のMLBドラフト46巡目（全体1386位）でシカゴ・カブスから指名されたが、契約せずにルイビル大学へ進学した。

### プロ入りとカブス傘下時代
2011年のMLBドラフト4巡目（全体129位）で再びカブスから指名され、プロ入り。契約後、傘下のルーキー級アリゾナリーグ・カブスでプロデビュー。A-級ボイシ・ホークスでもプレーし、2球団合計で4試合に登板して0勝0敗・防御率2.25・5奪三振の成績を残した。
2012年はA+級デイトナ・カブスとAA級テネシー・スモーキーズでプレーし、2球団合計で47試合に登板して5勝4敗6セーブ・防御率3.67・64奪三振の成績を残した。オフにはアリゾナ・フォールリーグに参加し、メサ・ソーラーソックスに所属した。
2013年はAA級テネシーでプレーし、47試合に登板して5勝5敗3セーブ・防御率3.05・40奪三振の成績を残した。
2014年もAA級テネシーでプレーし、45試合に登板して4勝5敗2セーブ・防御率5.09・35奪三振の成績を残した。

### マリナーズ時代

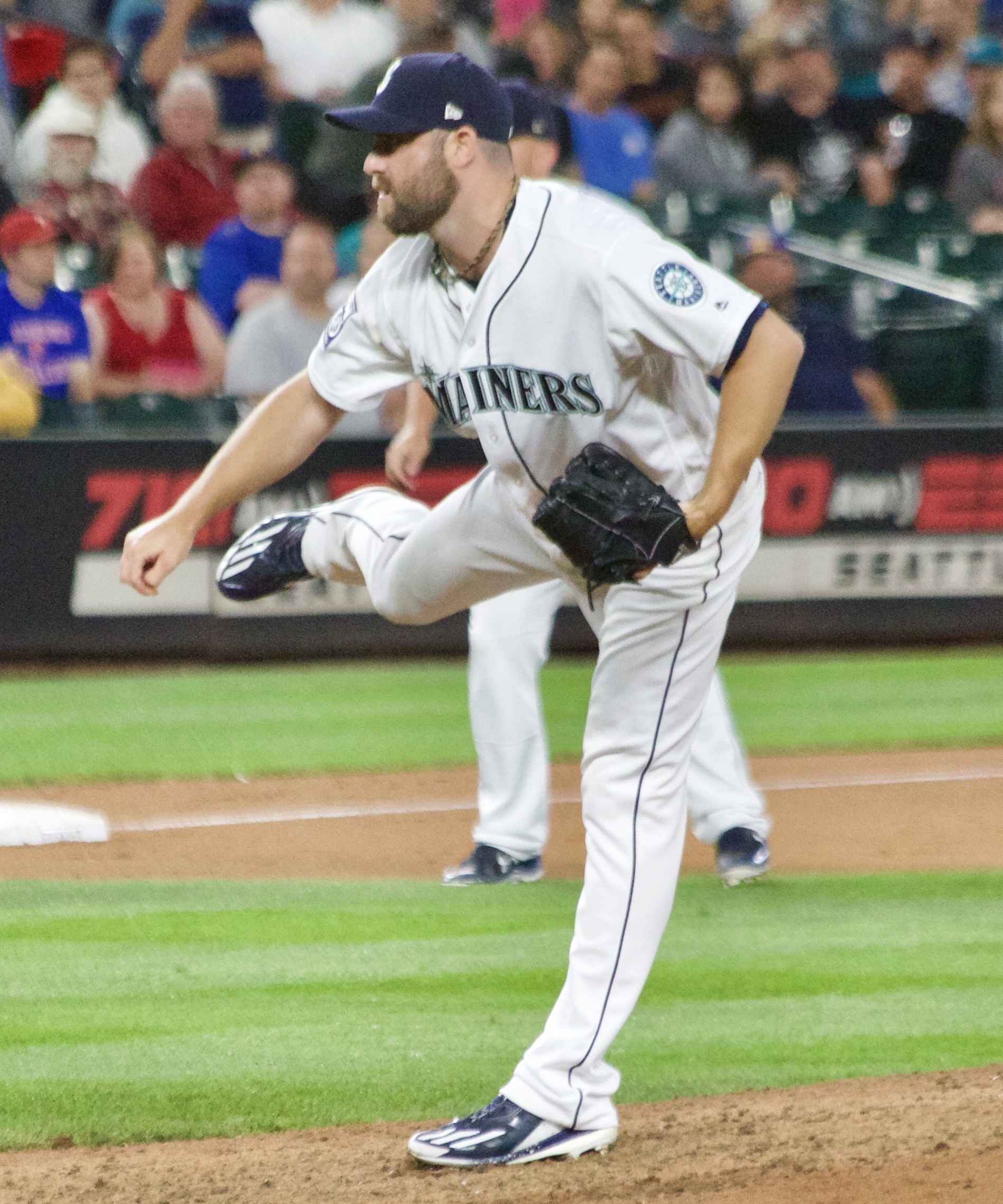
シアトル・マリナーズ時代
(2017年6月27日)

2015年4月2日に金銭トレードで、シアトル・マリナーズへ移籍した。この年マイナーでは傘下のAA級ジャクソン・ジェネラルズとAAA級タコマ・レイニアーズでプレーし、2球団合計で40試合に登板して1勝2敗9セーブ・防御率2.98・55奪三振の成績を残した。9月1日にメジャー契約を結び、4日のオークランド・アスレチックス戦でメジャーデビュー。この年メジャーでは13試合（先発1試合）に登板して0勝0敗・防御率2.45・24奪三振の成績を残した。
2016年はメジャーで開幕を迎えたが、5月2日に右肩の回旋筋腱板を痛めて故障者リスト入りし、8月まで長期離脱となった。この年メジャーでは12試合に登板して1勝0敗・防御率3.29・21奪三振の成績を残した。
2017年は45試合に登板して6勝3敗・防御率2.66・35奪三振の成績を残した。
2018年3月10日に自由契約となった。

### ヤンキース傘下時代
2020年2月12日にニューヨーク・ヤンキースとマイナー契約を結んだ。

## 投球スタイル
通常は2つの速球（フォーシーム、ツーシーム）とスライダーのコンビネーションだけで投げ、左打者にはツーシーム、右打者にはスライダーを多投する。

## 人物
メジャーリーグでプレーした経験のある全選手をアルファベット順に並べると、このジックが最後に来る。ジックが2015年にメジャーデビューするまでは、ダッチ・ズウィリングが最後であり、99年ぶりの更新となった。

## 詳細情報

### 年度別投手成績
| 年 度    | 球 団    | 登 板 | 先 発 | 完 投 | 完 封 | 無 四 球 | 勝 利 | 敗 戦 | セ 丨 ブ | ホ 丨 ル ド | 勝 率 | 打 者 | 投 球 回 | 被 安 打 | 被 本 塁 打 | 与 四 球 | 敬 遠 | 与 死 球 | 奪 三 振 | 暴 投 | ボ 丨 ク | 失 点 | 自 責 点 | 防 御 率 | W H I P |
| -------- | -------- | ----- | ----- | ----- | ----- | -------- | ----- | ----- | -------- | ----------- | ----- | ----- | -------- | -------- | ----------- | -------- | ----- | -------- | -------- | ----- | -------- | ----- | -------- | -------- | ------- |
| 2015     | SEA      | 13    | 1     | 0     | 0     | 0        | 0     | 0     | 0        | 1           | ----  | 76    | 18.1     | 17       | 1           | 3        | 0     | 2        | 24       | 1     | 0        | 6     | 5        | 2.45     | 1.09    |
| 2016     | SEA      | 12    | 0     | 0     | 0     | 0        | 1     | 0     | 0        | 1           | 1.000 | 60    | 13.2     | 10       | 0           | 10       | 2     | 1        | 21       | 0     | 0        | 6     | 5        | 3.29     | 1.46    |
| 2017     | SEA      | 45    | 0     | 0     | 0     | 0        | 6     | 3     | 1        | 12          | .667  | 173   | 40.2     | 30       | 2           | 21       | 3     | 5        | 35       | 1     | 1        | 12    | 12       | 2.66     | 1.25    |
| MLB：3年 | MLB：3年 | 70    | 1     | 0     | 0     | 0        | 7     | 3     | 1        | 14          | .700  | 309   | 72.2     | 57       | 3           | 34       | 5     | 8        | 80       | 2     | 1        | 24    | 22       | 2.72     | 1.25    |

- 2019年度シーズン終了時

### 年度別守備成績
| 年 度 | 球 団 | 投手（P） | 投手（P） | 投手（P） | 投手（P） | 投手（P） | 投手（P） |
| 年 度 | 球 団 | 試 合     | 刺 殺     | 補 殺     | 失 策     | 併 殺     | 守 備 率  |
| ----- | ----- | --------- | --------- | --------- | --------- | --------- | --------- |
| 2015  | SEA   | 13        | 0         | 3         | 0         | 0         | 1.000     |
| 2016  | SEA   | 12        | 0         | 0         | 1         | 0         | .000      |
| 2017  | SEA   | 45        | 1         | 3         | 0         | 0         | 1.000     |
| MLB   | MLB   | 70        | 1         | 6         | 1         | 0         | .875      |

- 2019年度シーズン終了時

### 背番号
- 55（2015年 - 2017年）